# PSR J1748-2446ad
PSR J1748-2446ad是目前已知自轉速度最快的脈衝星，每秒自轉716次（相當於自轉週期0.00139595482(6)秒）。

## 概要
PSR J1748-2446ad是由加拿大麥基爾大學天文學家傑森·赫塞爾斯（Jason W. T. Hessels）於2004年11月10日發現，並於2005年1月8日確認。  
根據估算，這顆中子星的質量稍低於2倍太陽質量，與所有的中子星大致相同。它的直徑被認為少於16公里。在赤道上的自轉速度大約是光速的24%，相當於每秒70,000公里。
這顆脈衝星是位於距離地球約18,000光年，在人馬座範圍內的球狀星團泰爾贊5號之中。它是聯星系統的一部分，並且會有定期的光度減少40%的恆星食現象。該系統軌道非常接近圓形，週期26小時。系統中伴星的質量大約是太陽的0.14倍，但半徑是太陽的5到6倍。赫塞爾斯認為這顆伴星可能是充滿了洛希瓣的「膨脹的主序星」。
赫塞爾斯推測激光干涉引力波天文台（LIGO）可能可以觀測到從該脈衝星發射出的重力波。